# Petter Olsen

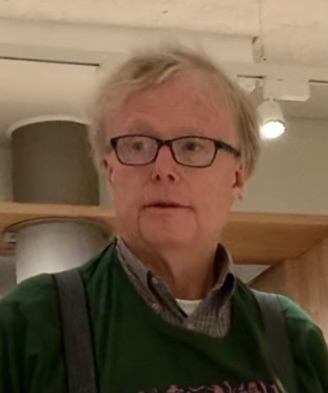
Petter Olsen

Petter Halfdan Rudolf Fredrik Olsen (* 1948 in Norwegen) ist ein norwegischer Unternehmer und Kunstsammler.

## Leben
Olsen stammt aus der norwegischen Unternehmerfamilie Olsen, die an der Reederei Fred. Olsen & Co. beteiligt ist. Olsen ist gleichzeitig auch der Hauptaktionär in der Aktiengesellschaft Firmament A/S, die aus der Fred Olsen-Gruppe hervorgegangen ist und zu der weitere Tochterunternehmen gehören. Olsen ist außerdem Aufsichtsratsvorsitzender von zwei Unternehmen. Petter Olsen erbte von seiner Mutter Henriette Olsen die Gemäldesammlung, die seine Eltern im Laufe ihres Lebens erworben hatten.
Die Pastellversion Der Schrei von 1895 wurde am 2. Mai 2012 bei einer Auktion von Sotheby’s in New York für 119.922.500 US-Dollar an Leon Black versteigert. Das war der bis dahin höchste bei einer Auktion erzielte Preis für ein Kunstwerk. Zwischen den beiden Brüdern Fredrick und Petter Olsen kam es infolge des Verkaufs dieses Bildes zu einem Rechtsstreit über das Erbe.